# Ingo Flemming

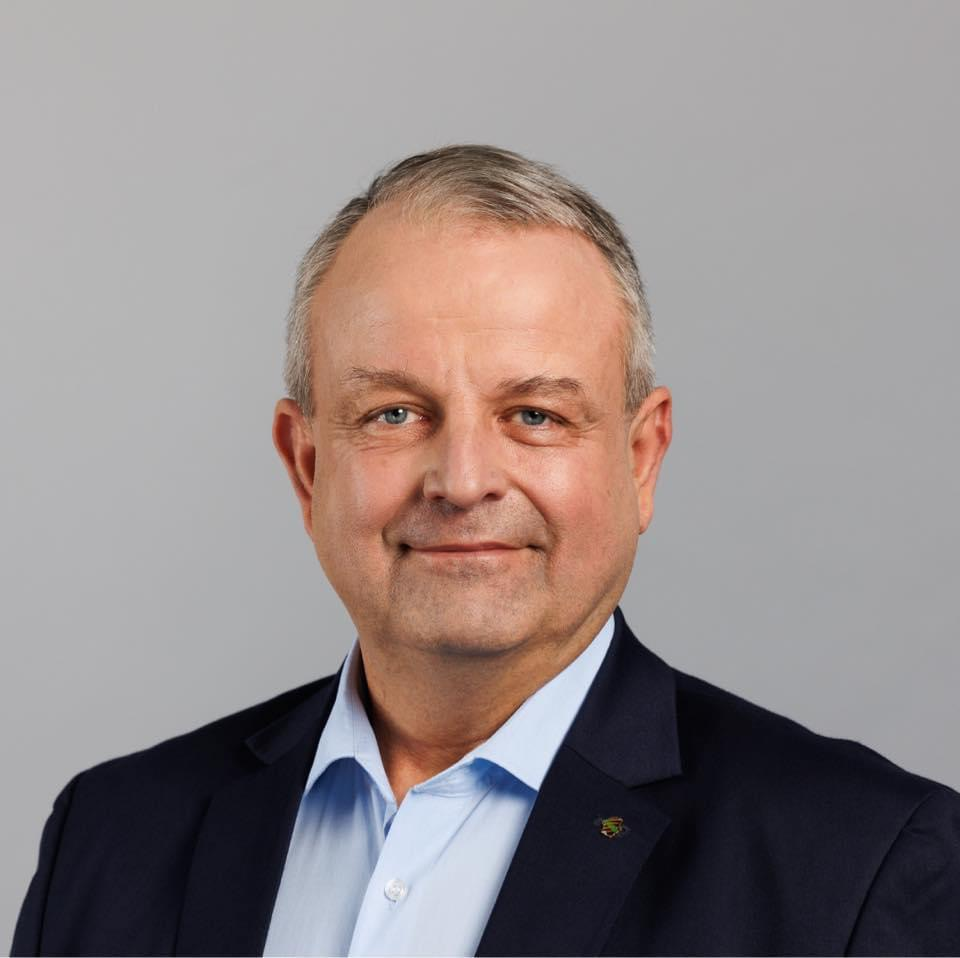
Ingo Flemming (2024)

Ingo Flemming (* 29. Juni 1968 in Sangerhausen, DDR) ist ein deutscher Politiker (CDU). Er ist seit 2019 Abgeordneter im Sächsischen Landtag.

## Leben
Flemming besuchte von 1974 bis 1984 die Polytechnische Oberschule „Heinrich Heine“ in Sangerhausen und absolvierte von 1984 bis 1987 eine Berufsausbildung mit Abitur. Anschließend leistete Flemming zunächst den Grundwehrdienst in der Nationalen Volksarmee, bevor er ab 1989 Bauingenieurwesen an der TU Dresden studierte. Von 1993 bis 1994 ging er im Rahmen eines Erasmus-Stipendiums für zwei Trimester an die University of Nottingham (Fachgebiet Construction Management). 1994 schloss er sein Studium in Dresden als Diplom-Ingenieur ab. Nach einem Trainee-Programm bei Heilit + Woerner Bau AG in Dresden kehrte er 1996 als wissenschaftlicher Mitarbeiter an das Institut für Baubetriebswesen der TU Dresden zurück und bekam einen Lehrauftrag für das Fachgebiet Erdbau. Darüber hinaus war sein Forschungsschwerpunkt das Facility Management. Seit 2001 ist er geschäftsführender Oberingenieur am Institut für Baubetriebswesen. Er war bis zu seiner Wahl in den Sächsischen Landtag Mitglied im Fakultätsrat und im Prüfungsausschuss an der Fakultät Bauingenieurwesen.

## Politik
Flemming ist Mitglied der CDU seit 1997, seit 2005 Vorsitzender des CDU-Ortsverbandes Dresdner Süden, von 2007 bis 2019 Mitglied im Kreisvorstand der CDU Dresden, seit 2018 dortiger Kreisvorsitzender der Mittelstands- und Wirtschaftsvereinigung der CDU sowie seit 2019 Vorsitzender des Arbeitskreises Wirtschaft, Wissenschaft und Innovation der CDU Dresden. Bei den Kommunalwahlen in Sachsen 2009 wurde er erstmals für den Wahlkreis Plauen/Friedrichstadt in den Stadtrat gewählt.
Bei der Landtagswahl in Sachsen 2019 kandidierte er im Wahlkreis Dresden 3, konnte sich mit 30,3 % der Stimmen gegen seine Mitbewerber durchsetzen und errang so ein Direktmandat für den 7. Sächsischen Landtag. Bei der Landtagswahl 2024 wurde er über das Direktmandat im Wahlkreis Dresden 8 erneut in den Landtag gewählt. Dort war Flemming stellvertretender Vorsitzender des Ausschusses für Regionalentwicklung, Mitglied im Ausschuss für Wissenschaft, Hochschule, Medien, Kultur und Tourismus sowie Mitglied im Ausschuss für Wirtschaft, Arbeit und Verkehr.
2023 gab Flemming nach 14 Jahren sein Stadtratsmandat ab. Seit Frühjahr 2023 ist er als Regionalbeauftragter des Volksbundes Deutscher Kriegsgräberfürsorge tätig.
Bei der sächsischen Landtagswahl 2024 konnte er mit 32,5 % im Wahlkreis 8 das Direktmandat verteidigen und ist erneut in den Sächsischen Landtag eingezogen. Im Landtag ist Flemming Vorsitzender des Arbeitskreises für Infrastruktur und Landesentwicklung, Mitglied im Ausschuss für Wissenschaft, Hochschule, Medien, Kultur und Tourismus, sowie Mitglied im Ausschuss für Wirtschaft, Arbeit, Energie und Klimaschutz.

## Persönliches
Ingo Flemming lebt in Dresden, ist verheiratet und hat zwei Kinder.